# Tipula cunctans
Tipula cunctans är en tvåvingeart som beskrevs av Thomas Say 1823. Tipula cunctans ingår i släktet Tipula och familjen storharkrankar. Inga underarter finns listade i Catalogue of Life.